# Calostemmateae
Calostemmateae es una tribu perteneciente a la familia Amaryllidaceae. Comprende dos géneros, Proiphys y Calostemma, los cuales son originarios de Australasia y se hallan aislados del resto de la familia.